# Guido De Rosso
Guido de Rosso (Farra di Soligo, 28 september 1940) is een voormalig Italiaans wielrenner.
De Rosso was de winnaar van de eerste Tour de l'Avenir in 1961, de zogenaamde 'kleine Tour', in het leven geroepen als toekomstronde voor amateur wielrenners. Hij was beroepsrenner tussen 1962 en 1969. In zijn eerste jaar als beroepswielrenner werd hij eerste in het eindklassement van de Ronde van Romandië.

## Palmares
1960
- Trofeo Banca Popolare di Vicenza

1961
- Eindklassement Tour de l'Avenir
- 5e etappe Tour de l'Avenir
- 9e etappe Tour de l'Avenir

1962
- Eindklassement Ronde van Romandië

1963
- 2e etappe Ronde van Romandië
- Ronde van Trentino

1964
- Milaan-Vignola
- Italiaans kampioenschap op de weg, Elite
- Trofeo Matteotti

1965
- Milaan-Vignola
- Trofeo Matteotti

1966
- Ronde van Campanië

1967
- Ronde van Piëmont

## Resultaten in voornaamste wedstrijden
| Jaar | Ronde van Italië | Ronde van Frankrijk | Ronde van Spanje |
| ---- | ---------------- | ------------------- | ---------------- |
| 1962 | 16e              |                     |                  |
| 1963 | 4e               |                     |                  |
| 1964 | ↑                |                     |                  |
| 1965 | 10e              | 7e                  |                  |
| 1966 | opgave           | opgave              |                  |
| 1967 |                  |                     | opgave           |
| 1968 |                  |                     |                  |
| 1969 | uitgesloten      |                     |                  |

| Jaar | Milaan-San Remo | Parijs-Roubaix | Luik-Bast.‑Luik | Ronde van Lombardije | Parijs-Brussel |  | WK op de weg |
| ---- | --------------- | -------------- | --------------- | -------------------- | -------------- |  | ------------ |
| 1962 |                 |                |                 |                      |                |  |              |
| 1963 |                 |                |                 | 7e                   |                |  | 25e          |
| 1964 | 43e             | 33e            |                 | 12e                  | 20e            |  |              |
| 1965 |                 | 65e            |                 |                      |                |  | 41e          |
| 1966 | 12e             | 14e            | 16e             |                      |                |  |              |
| 1967 | 79e             |                |                 | 8e                   |                |  |              |
| 1968 |                 |                |                 |                      |                |  |              |
| 1969 |                 |                |                 |                      |                |  |              |